# Bill Robinson
Pour les articles homonymes, voir Bill Robinson (homonymie) et Robinson.

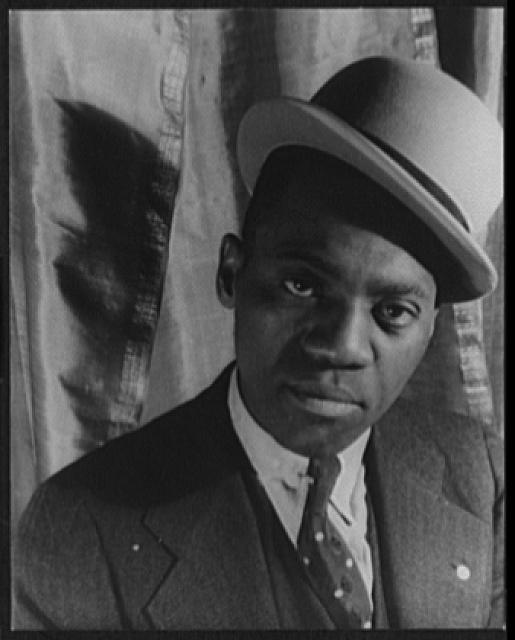

William Luther Robinson', dit Bill Robinson et plus connu sous le nom de Bojangles, est un acteur et danseur de claquettes américain né à Richmond (Virginie) le 25 mai 1878 et mort à New York le 25 novembre 1949, il s'est fait connaitre pour ses prestations au cinéma hollywoodien des années 1930 et sur les scènes de Broadway.

## Biographie

### Jeunesse
Bill Robinson, est le fils de Maria Robinson, choriste, et de Maxwell Robinson, ouvrier. Tous les deux décèdent en 1885, laissant orphelins son jeune frère Percy et lui, qui sont élevés par leur grand-mère Bedilia Robinson. Dès ses 6 ans il est pris par la passion de la danse. Plus tard, il abandonne l'école pour se produire comme danseur et chanteur dans les débits de bière. C'est de cette époque que daterait son surnom de Bojangles, dont on ignore la signification exacte : les acceptions les plus communément admises en étant « Tout va bien », « C'est okay », « Tip-top », ou « Totalement cool ».

### Carrière professionnelle
À ses 14 ans, en 1892, il obtient son premier contrat professionnel et est engagé dans une troupe itinérante, la Mayme Remington's troupe. En 1900, il se fait remarquer en remportant un défi contre l'étoile des claquettes Harry Swinton.
De 1902 à 1914, il forme un duo avec un autre artiste afro-américain, George W. Cooper, pour jouer dans des vaudevilles. Le racisme régnant de l'époque fait qu'ils doivent de conformer à la règle "bicolore" dans les vaudevilles, un acteur noir ne pouvait jouer seul il devait jouer à deux et souvent avec un blanc portant un maquillage du visage le blackface, grimage habituellement utilisé pour se moquer des Noirs.
Bojangles et son collègue George W. Cooper ridiculisent le blackface, les sobriquets racistes et la règle "bicolore", par une chanson "Yoi Yoi Yoi", c'est un succès qui va amener les villes de Boston et New-York à interdire les injures et sobriquets racistes sur scène.
Refusant la loi du "bicolore", Bojangles et George W. Cooper se produisent dans des salles de spectacles "black".
Durant la Première guerre mondiale il fait son service comme fusiller au sein du 15e régiment d'infanterie de la Garde Nationale.
Son talent en fait une star au sein de la communauté noire et une des têtes d’affiche permanente du club afro-américain le Hoofers Club de Harlem.
En 1928, Lew Leslie, un producteur de Broadway en quête de nouveauté pour relancer la popularité des spectacles de variétés l’embauche pour une revue appelée Blackbirds of 1928. C'est le premier contact de Bojangles devant des spectateurs exclusivement blancs, il est applaudi et devient une célébrité.
Sa popularité est telle que l’industrie du cinéma s’intéresse à lui. Le producteur Darryl F. Zanuck l’invite à Hollywood. Il apparaît dans plusieurs films, dont les plus célèbres sont Le Petit Colonel, La Fille rebelle et In Old Kentucky, aux côtés de l’enfant star Shirley Temple. Il est cependant cantonné à des rôles de majordome et revient donc rapidement à la comédie musicale.
En 1939, Robinson revient sur la scène de Broadway pour interpréter le rôle principal dans The Hot Mikado (1939 production) (en), de Arthur Sullivan et William S. Gilbert avec une orchestration jazzy de Charles L. Cooke. Pour fêter ses 61 ans et le succès du spectacle, il danse à reculons (un de ses exercices de prédilection) sur près de 1 500 m le long de Broadway.
Il retourne à Hollywood en 1943 pour le film musical Stormy Weather/ Symphonie magique avec les chanteurs de jazz Lena Horne, Cab Calloway et Fats Waller.

### Engagement
En 1936, avec James Semler (en) il financera la création de l'équipe de baseball les New York Black Yankees (en).
En 1937, il est un des cofondateurs de la Negro Actors Guild of America (en) dont il assurera le financement en organisant des spectacles, il devient son premier président honoraire.

### Vie privée
Il se marie par trois fois :
- Lena Chase, 1907 - 1922.
- Fannie S. Clay, 1922 - 1943
- Elaine Plaines, 1944 jusqu'à sa mort en 1949

### La fin
Ruiné par sa générosité, il est sans le sou quand il décède en 1949 à la suite de problèmes cardiaques. Ses funérailles sont organisées par son ami, l'animateur de télévision Ed Sullivan, des milliers de personnes se sont massées le long du trajet de la procession funéraire de Bojangles, 500 000 d'après les estimations de la police.
Bill Bojangles Robinson repose au Cemetery of the Evergreens (en) de Brooklyn.

## Filmographie (sélection)
- 1930 : Dixiana de Luther Reed
- 1935 : Hooray For Love de Walter Lang[17]
- 1935 : In Old Kentucky (en) de George Marshall[18]
- 1935 : The Big Broadcast of 1936 de Norman Taurog[19]
- 1935 : Le petit colonel de  David Butler[20]
- 1935 : La petite rebelle de David Butler[21]
- 1937 : One Mile from Heaven d'Allan Dwan[22]
- 1938 : Mam'zelle vedette, d'Allan Dwan[23]
- 1942 : Let's Scuffle[24]
- 1943 : Symphonie magique de Andrew L. Stone

## Comédies musicales (sélection)
- 1928 : Blackbirds of 1928, de Jimmy McHugh et Dorothy Fields, au Liberty Theatre
- 1930 : Brown Buddies, de Joe Jordan, Millard Thomas et Carl Rickman, au Liberty Theatre
- 1939 : The Hot Mikado (1939 production) (en) d'Arthur Sullivan et William S. Gilbert, au Broadhurst Theatre
- 1940 : All in Fun, de Baldwin Bergersen, John Rox, June Sillman, Virginia Faulkner (en), Charles Sherman et Everett Marcy, au Majestic Theatre
- 1945 : Memphis Bound (en), de Don Walker (orchestrator) (en), Clay Warnick, Albert Wineman Barker et Sally Benson, au Broadway Theatre

## Hommages
- Fred Astaire, exprime à plusieurs reprises ce qu'il doit à Bill Robinson[25],[26].
- En 1933, pendant un séjour dans sa ville natale, il remarque deux jeunes enfants qui ont du mal à traverser une route très fréquentée car il n'y a pas de feux de signalisation. Il se rend à la mairie et finance l'achat et l'installation des premiers feux tricolores de la ville. En 1973, une statue à son effigie a été érigée dans un parc situé non loin de cette intersection[2].
- En 1940 Duke Ellington compose un morceau pour son orchestre intitulé Bojangles [27].
- Depuis la résolution signée par le Président George Herbert Bush le 7 novembre 1989[28], les États-Unis célèbrent le National Tap Dance Day (en)[29] (Fête nationale des claquettes) le 25 mai, jour anniversaire de la naissance de Bojangles[30]. À cette occasion, divers spectacles et manifestations festives animent Broadway[6].
- En 1968, le compositeur de country Jerry Jeff Walker a écrit la chanson Mr. Bojangles qui parle d'un détenu qui se fait appeler Mr Bojangles[31]. Elle a été interprétée par de nombreux artistes, parmi lesquels Sammy Davis Jr, Bob Dylan, Nina Simone, Harry Belafonte, Whitney Houston ou Robbie Williams[32].
- En 2001, Joseph Sargent tourne un téléfilm consacré à Bill Robinson, Bojangles (film) (en), produit par Gregory Hines qui lui rend ainsi hommage[33].
- En 2016, Olivier Bourdeaut publie un livre intitué En attendant Bojangles.